# Branko Kokir
Branko Kokir (* 28. August 1974 in Karlovac, SFR Jugoslawien) ist ein ehemaliger serbischer Handballspieler. Seine Körperlänge beträgt 1,92 m.
Kokir, der zuletzt für den deutschen Verein TuS Nettelstedt-Lübbecke spielte und für die serbische Nationalmannschaft auflief, wurde meist auf der Rückraum-Mitte eingesetzt.
Branko Kokir debütierte für Partizan Belgrad in der ersten serbischen Liga. 2000 wechselte er dann zur SG Willstätt/Schutterwald in die deutsche Handball-Bundesliga. Mit der SG schaffte er zweimal den Klassenerhalt. 2003 aber stieg das Team ab, und Kokir wechselte zum Grasshopper Club Zürich. Nach zwei Jahren in der Schweiz kehrte Kokir zurück nach Deutschland, wo er sich dem HSV Hamburg anschloss. Dort gewann er zwar den DHB-Pokal, war aber die meiste Zeit über nur Reservespieler, sodass er 2006 beim TuS Nettelstedt-Lübbecke anheuerte. Dort schaffte er in der Saison 2006/07 erneut den Klassenerhalt; 2008 konnte er den Abstieg der Ostwestfalen jedoch nicht verhindern.
Obwohl er in Kroatien geboren ist, hat Branko Kokir über 90 Länderspiele für die Nationalmannschaft Serbiens bestritten. Bei der Handball-Weltmeisterschaft der Herren 1999 gewann er mit Serbien genauso die Bronzemedaille wie bei der Handball-Weltmeisterschaft der Herren 2001.
Seit März 2010 ist Branko Kokir als Jugendtrainer beim TuS Gehlenbeck tätig.
Des Weiteren spielt Kokir Basketball beim TuS Lübbecke, mit dem er den Sommerpokal 2010 gewinnen konnte.